# Campeonato Profesional 1961
Il Campeonato Profesional 1961 fu la 14ª edizione della massima serie del campionato colombiano di calcio, e fu vinta dal Millonarios.

## Avvenimenti
Partecipa per la prima volta l'Once Caldas, fondato nel 1959 a Manizales e che nel 1960 aveva giocato una serie di amichevoli in vista del campionato 1961; a lasciare il posto all'Once Caldas è l'Unión Magdalena. La formula del torneo è la stessa dell'anno precedente.

## Partecipanti
- América de Cali
- Atlético Bucaramanga
- Atlético Nacional
- Cúcuta Deportivo
- Deportes Quindío
- Deportes Tolima
- Deportivo Cali
- Deportivo Pereira
- Independiente Medellín
- Millonarios
- Once Caldas
- Santa Fe

## Classifica finale
|                     | Pos. | Squadra                | Pt | G  | V  | N  | P  | GF | GS | DR  |
| ------------------- | ---- | ---------------------- | -- | -- | -- | -- | -- | -- | -- | --- |
| Colombia (bandiera) | 1.   | Millonarios            | 62 | 44 | 25 | 12 | 7  | 95 | 56 | +39 |
|                     | 2.   | Independiente Medellín | 54 | 44 | 21 | 12 | 11 | 72 | 54 | +18 |
|                     | 3.   | Santa Fe               | 50 | 44 | 21 | 8  | 15 | 99 | 73 | +26 |
|                     | 4.   | Cúcuta Deportivo       | 47 | 44 | 16 | 15 | 13 | 71 | 66 | +5  |
|                     | 5.   | Deportivo Cali         | 46 | 44 | 17 | 12 | 15 | 75 | 65 | +10 |
|                     | 6.   | Atlético Bucaramanga   | 44 | 44 | 16 | 12 | 16 | 61 | 61 | 0   |
|                     | 7.   | Once Caldas            | 43 | 44 | 15 | 13 | 16 | 64 | 58 | +6  |
|                     | 8.   | América de Cali        | 40 | 44 | 15 | 10 | 19 | 65 | 74 | -9  |
|                     | 9.   | Deportivo Pereira      | 40 | 44 | 15 | 10 | 19 | 68 | 82 | -14 |
|                     | 10.  | Deportes Quindío       | 37 | 44 | 12 | 13 | 19 | 54 | 91 | -37 |
|                     | 11.  | Atlético Nacional      | 35 | 44 | 13 | 9  | 22 | 69 | 90 | -21 |
|                     | 12.  | Deportes Tolima        | 30 | 44 | 9  | 12 | 23 | 53 | 76 | -23 |

Legenda:
         Campione di Colombia 1961 e qualificato alla Coppa Libertadores 1962
Note:
Due punti a vittoria, uno a pareggio, zero a sconfitta.

## Statistiche

### Primati stagionali
Record
- Maggior numero di vittorie: Millonarios (25)
- Minor numero di sconfitte: Millonarios (7)
- Miglior attacco: Santa Fe (99 reti fatte)
- Miglior difesa: Independiente Medellín (54 reti subite)
- Miglior differenza reti: Millonarios (+39)
- Maggior numero di pareggi: Cúcuta (15)
- Minor numero di vittorie: Deportes Tolima (9)
- Maggior numero di sconfitte: Deportes Tolima (23)
- Peggiore attacco: Deportes Tolima (53 reti fatte)
- Peggior difesa: Deportes Quindío (91 reti subite)
- Peggior differenza reti: Deportes Quindío (-37)
- Partita con più reti: Deportivo Cali-Deportivo Pereira 8-2

### Classifica marcatori
| Gol |  |  | Giocatore         | Squadra                |
| --- |  |  | ----------------- | ---------------------- |
| 32  |  |  | Alberto Perazzo   | Santa Fe               |
| 30  |  |  | Juan Vairo        | Independiente Medellín |
| 23  |  |  | Roberto Mirabelli | Once Caldas            |
| 21  |  |  | Eusebio Escobar   | Deportivo Pereira      |
| 19  |  |  | Juan Hohberg      | Cúcuta Deportivo       |
| 18  |  |  | Oswaldo Panzutto  | Santa Fe               |
| 15  |  |  | Delio Gamboa      | Millonarios            |
| 15  |  |  | Rubén Pizarro     | Millonarios            |
| 14  |  |  | Walter Marcolini  | América de Cali        |
| 14  |  |  | Luis Piriz        | Cúcuta Deportivo       |